# Cúp EFL
Cúp EFL (EFL Cup; tên đầy đủ là English Football League Cup), thường được gọi là Cúp Liên đoàn Anh và hiện được biết đến với tên Carabao Cup vì lý do tài trợ, là một giải đấu loại trực tiếp thường niên dành cho bóng đá nam trong nước ở Anh. Được tổ chức bởi English Football League (EFL), giải đấu này dành cho tất cả các câu lạc bộ thi đấu ở bốn cấp độ cao nhất của hệ thống các giải bóng đá Anh - tổng cộng 92 câu lạc bộ - bao gồm hạng đấu cao nhất là Giải bóng đá Ngoại hạng Anh và ba hạng đấu của các giải thuộc English Football League (Championship, League One and League Two).
Giải được tổ chức lần đầu tiên vào mùa giải 1960–61 với tên gọi Football League Cup, đây là một trong ba giải bóng đá cao nhất ở Anh, cùng với Premier League và Cúp FA.

## Các nhà tài trợ
Từ 1981 đến 2017, Cúp EFL được đổi tên theo nhà tài trợ:
| Giai đoạn       | Nhà tài trợ          | Tên giải đấu              | Cúp                  |
| --------------- | -------------------- | ------------------------- | -------------------- |
| 1960/61–1980/81 | Không có nhà tài trợ | Football League Cup       | Nguyên bản           |
| 1981/82–1985/86 | Milk Marketing Board | Milk Cup                  | Nhà tài trợ thiết kế |
| 1986/87–1989/90 | Littlewoods          | Littlewoods Challenge Cup | Nhà tài trợ thiết kế |
| 1990/91–1991/92 | Rumbelows            | Rumbelows Cup             | Nguyên bản           |
| 1992/93–1997/98 | Coca-Cola            | Coca-Cola Cup             | Nguyên bản           |
| 1998/99–2002/03 | Worthington's        | Worthington Cup           | Nguyên bản           |
| 2003/04–2011/12 | Molson Coors         | Carling Cup               | Nguyên bản           |
| 2012/13–2015/16 | Capital One          | Capital One Cup           | Nguyên bản           |
| 2016/17         | Không có nhà tài trợ | EFL Cup                   | Nguyên bản           |
| 2017/18 đến nay | Carabao              | Carabao Cup               | Nguyên bản           |

## Các trận chung kết và thống kê
| Câu lạc bộ              | Vô địch | Á quân | Vô địch                                                    | Á quân                             |
| ----------------------- | ------- | ------ | ---------------------------------------------------------- | ---------------------------------- |
| Liverpool               | 10      | 5      | 1981, 1982, 1983, 1984, 1995, 2001, 2003, 2012, 2022, 2024 | 1978, 1987, 2005, 2016,2025        |
| Manchester City         | 8       | 1      | 1970, 1976, 2014, 2016, 2018, 2019, 2020, 2021             | 1974                               |
| Manchester United       | 6       | 4      | 1992, 2006, 2009, 2010, 2017, 2023                         | 1983, 1991, 1994, 2003             |
| Chelsea                 | 5       | 5      | 1965, 1998, 2005, 2007, 2015                               | 1972, 2008, 2019, 2022, 2024       |
| Aston Villa             | 5       | 4      | 1961, 1975, 1977, 1994, 1996                               | 1963, 1971, 2010, 2020             |
| Tottenham Hotspur       | 4       | 5      | 1971, 1973, 1999, 2008                                     | 1982, 2002, 2009, 2015, 2021       |
| Nottingham Forest       | 4       | 2      | 1978, 1979, 1989, 1990                                     | 1980, 1992                         |
| Leicester City          | 3       | 2      | 1964, 1997, 2000                                           | 1965, 1999                         |
| Arsenal                 | 2       | 6      | 1987, 1993                                                 | 1968, 1969, 1988, 2007, 2011, 2018 |
| Norwich City            | 2       | 2      | 1962, 1985                                                 | 1973, 1975                         |
| Birmingham City         | 2       | 1      | 1963, 2011                                                 | 2001                               |
| Wolverhampton Wanderers | 2       | 0      | 1974, 1980                                                 | —                                  |
| West Bromwich Albion    | 1       | 2      | 1966                                                       | 1967, 1970                         |
| Middlesbrough           | 1       | 2      | 2004                                                       | 1997, 1998                         |
| Newcastle United        | 1       | 2      | 2025                                                       | 1976, 2023                         |
| Queens Park Rangers     | 1       | 1      | 1967                                                       | 1986                               |
| Leeds United            | 1       | 1      | 1968                                                       | 1996                               |
| Stoke City              | 1       | 1      | 1972                                                       | 1964                               |
| Luton Town              | 1       | 1      | 1988                                                       | 1989                               |
| Sheffield Wednesday     | 1       | 1      | 1991                                                       | 1993                               |
| Swindon Town            | 1       | 0      | 1969                                                       | —                                  |
| Oxford United           | 1       | 0      | 1986                                                       | —                                  |
| Blackburn Rovers        | 1       | 0      | 2002                                                       | —                                  |
| Swansea City            | 1       | 0      | 2013                                                       | —                                  |
| West Ham United         | 0       | 2      | —                                                          | 1966, 1981                         |
| Everton                 | 0       | 2      | —                                                          | 1977, 1984                         |
| Southampton             | 0       | 2      | —                                                          | 1979, 2017                         |
| Sunderland              | 0       | 2      | —                                                          | 1985, 2014                         |
| Bolton Wanderers        | 0       | 2      | —                                                          | 1995, 2004                         |
| Rotherham United        | 0       | 1      | —                                                          | 1961                               |
| Rochdale                | 0       | 1      | —                                                          | 1962                               |
| Oldham Athletic         | 0       | 1      | —                                                          | 1990                               |
| Tranmere Rovers         | 0       | 1      | —                                                          | 2000                               |
| Wigan Athletic          | 0       | 1      | —                                                          | 2006                               |
| Cardiff City            | 0       | 1      | —                                                          | 2012                               |
| Bradford City           | 0       | 1      | —                                                          | 2013                               |

## Các kỷ lục
Tính đến năm 2024
- Đội bóng vô địch nhiều nhất: Liverpool (10 lần)[6]
- Đội bóng vô địch nhiều lần liên tiếp nhất: Liverpool (1981–1984) và Manchester City (2018–2021) (cùng 4 lần)
- Đội tham dự nhiều trận chung kết nhất: Liverpool (12 trận)
- Cầu thủ vô địch nhiều nhất: 5 lần
  - Ian Rush (Liverpool, 1981–1984, 1995)
  - Sergio Agüero, Fernandinho và David Silva (Manchester City, 2014, 2016, 2018–2020)
- Cầu thủ tham dự nhiều trận chung kết nhất: 6
  - Ian Rush cho Liverpool (1981, 1982, 1983, 1984, 1987, 1995)
  - Emile Heskey cho Leicester City (1997, 1999, 2000), Liverpool (2001, 2003) và Aston Villa (2010)
- Cầu thủ ghi nhiều bàn thắng nhất: Geoff Hurst và Ian Rush (cùng có 50 bàn)
- Cầu thủ ghi bàn nhiều nhất trong 1 mùa giải: 12 – Clive Allen (Tottenham Hotspur, mùa giải 1986–87)[6]
- Cầu thủ ghi bàn nhiều nhất trong 1 trận đấu: 6 – Frankie Bunn (Oldham Athletic vs Scarborough, ngày 25 tháng 10 năm 1989)[7]
- Chiến thắng với tỷ số lớn nhất:
  - Liverpool 10–0 Fulham ở vòng 2 lượt đi ngày 23 tháng 9 năm 1986
  - West Ham United 10–0 Bury ở vòng 2 lượt về ngày 25 tháng 10 năm 1983[8]
- Chiến thắng với tổng tỷ số lớn nhất sau 2 lượt trận ở vòng bán kết: Manchester City 10–0 Burton Albion (9–0 sân nhà, 1–0 sân khách), ngày 23 tháng 1 năm 2019.[9]
- Chiến thắng với tỷ số cao nhất trong trận chung kết: Swansea City 5–0 Bradford City vào ngày 24 tháng 2 năm 2013[10]
- Trận đấu có nhiều bàn thắng nhất: 12
  - Reading 5–7 Arsenal ở vòng 4 ngày 30 tháng 10 năm 2012[11]
  - Dagenham & Redbridge 6–6 Brentford ở vòng 1 ngày 12 tháng 8 năm 2014[12]
- Nhiều quả phạt đền nhất trong loạt sút luân lưu: 27 – Derby County 14–13 Carlisle United (ngày 23 tháng 8 năm 2016)[13]
- Cầu thủ trẻ nhất từng ra sân: Harvey Elliott (15 tuổi, 174 ngày) – Millwall vs Fulham, ngày 25 tháng 9 năm 2018)[14]
- Cầu thủ trẻ nhất ghi bàn trong trận chung kết: Norman Whiteside (17 tuổi 324 ngày) – Manchester United vs Liverpool năm 1983[15]
- Đội trưởng trẻ nhất trong trận chung kết: Barry Venison (20 tuổi 7 tháng 8 ngày) – Sunderland vs Norwich City năm 1985[15]